# Hollis Frampton
 Hollis Frampton (* 11. März 1936 in Wooster, Ohio, USA; † 30. März 1984 in New York City) war ein US-amerikanischer avantgardistischer Experimental-Filmemacher, Video-Künstler, Schriftsteller, Theoretiker und Fotograf.

## Leben und Werk
Hollis Frampton war ab 1951 im Internat Phillips Academy in Andover, Massachusetts, wo er Frank Stella und Carl Andre kennenlernte. Er studierte von 1954 bis 1956 die Case Western Reserve University in Cleveland, wo er eine ganze Reihe Fächer belegt, aber ohne Studienabschluss abgeht. Mit Ezra Pound begann Frampton 1956 einen Briefwechsel. Er zog nach Washington, D.C., und besuchte den erkrankten Dichter im Herbst 1957 beinahe täglich im Krankenhaus. Pound beendete damals die Arbeit an den Rock Drill-Cantos und begann den Thrones-Abschnitt. Er las außerdem seinen Besuchern das ganze Gedicht mit Erläuterungen vor. Frampton übersetzte auf Anregung Pounds Leo Frobenius’ Buch Erlebte Erdteile (1925–29). Im März 1958 ging Frampton nach New York und zog mit seinen Freunden Andre und Stella, später nur noch mit Andre, in eine Wohnung auf der Mulberry Street. Er begann mit der Fotografie, dokumentierte die Arbeit von Stella (The Secret World of Frank Stella; 1958–62) und Andre (1959–). Er porträtierte auch James Rosenquist und Larry Poons (für Vogue, August 1965). Er lebte 1965 mit der Künstlerin Lee Lozano zusammen. 1966 heiratete er Marcia Steinbrecher, sie wurden 1974 geschieden.
1962 begann Frampton zu filmen und arbeitete als struktureller Filmemacher. Seine bedeutendste Arbeit ist Zorns Lemma (1970), der die Wahrnehmung experimentellen Films drastisch veränderte. Neben Stan Brakhage war Hollis Frampton einer der Pioniere des abstrakten Ausdrucks im amerikanischen Film. Hollis Frampton zeigte 1972 nostalgia und Critical mass auf der Documenta 5 in Kassel in der Abteilung Filmschau: New American Cinema.

## Filmographie
- Clouds Like White Sheep (1962) 25 min 16mm (zerstört)
- A Running Man (1963) 22 min 16mm (zerstört)
- Ten Mile Poem (1964) 33 min 16mm (zerstört)
- Obelisk Ampersand Encounter (1965) 1:30 min 16mm (verloren)
- Information (1966) 4 min 16mm
- Manual of Arms (1966) 17 min 16mm
- Process Red (1966) 3:30 min 16mm
- Heterodyne (1967) 7 min 16mm
- Maxwell's Demon (1968) 4 min 16mm
- Snowblind (1968) 5:30 min 16mm
- Surface Tension (1968) 10 min 16mm
- Artificial Light (1969) 25 min 16mm
- Carrots and Peas (1969) 5:30 min 16mm
- Lemon (1969) 7:30 min 16mm
- Palindrome (1969) 22 min 16mm
- Prince Rupert Drops (1969) 7 min 16mm
- Work and Days (1969) 12 mins 16mm
- States (1967, Revised 1970) 17:30 min 16mm
- Zorns Lemma (1970) 60 min 16mm
- Clouds of Magellan (1971) 16mm
- Critical Mass (1971) 25:30 min 16mm
- nostalgia (1971) 36 min 16mm
- Travelling Matte (1971) 33:30 min 16mm
- Appartus Sum (1972) 3 min 16mm
- Given: . . . (1972) 28 min 16mm
- Hapax Legomena (1971–1972) 3 hrs 22 min 16mm
- Ordinary Matter (1972) 36 min 16mm
- Poetic Justice (1972) 31:30 min 16mm
- Public Domain (1972) 18 min 16mm
- Remote Control (1972) 29 min 16mm
- Special Effects (1972) 10:30 min 16mm
- Tiger Balm (1972) 10 min 16mm
- Yellow Springs (1972) 5 min 16mm
- Less (1973) 1 sec 16mm
- Autumnal Equinox (Solariumagelani) (1974) 27 min 16mm
- Banner (1974) 40 sec 16mm
- INGENIVM NOBIS IPSA PVELLA FECIT (1974) 61:30 min 16mm
- Noctiluca (Magellan's Toys: #1) (1974) 3:30 min 16mm
- SOLARIUMAGELANI (1974) 92 min 16mm
- Straits of Magellan (1974) 51:15 min 16mm
- Summer Solstice (1974) 32 min 16mm
- Winter Solstice (1974) 33 min 16mm
- Drum (1975) 20 sec 16mm
- Pas de Trois (1975) 4 min 16mm
- For Georgia O'Keeffe (1976) 3:30 min 16mm
- Magellan: At the Gates of Death, Part I: The Red Gate (1976) 54 min 16mm
- Magellan: Drafts and Fragments
- More Than Meets The Eye
- Otherwise Unexplained Fires
- A and B in Ontario (1984) (zusammen mit Joyce Wieland)